# Motorway M-1 (Pakistan)
Der Motorway M-1 ist eine sechsspurige Autobahn in Pakistan, welche die Städte Peschawar und Islamabad im Norden des Landes verbindet und dabei fast parallel zur Nationalstraße N-5 zwischen diesen beiden Städten verläuft. Sie wird von der National Highway Authority verwaltet.

## Bau
Der Bau der M-1 begann im Jahr 1997 nach der Eröffnung der M-2 zwischen Islamabad und Lahore. Eine neue Verbindung zwischen den Metropolen Peschawar und Islamabad war notwendig geworden, da der Verkehr rapide zugenommen hatte und die N-5 nicht mehr ausreichte. Der erste Abschnitt wurde im Jahr 2004 von Präsident Musharraf eröffnet; der letzte Abschnitt wurde am 30. Oktober 2007 für den Verkehr freigegeben. Die M-1 wurde von Anfang an dreispurig in beiden Fahrtrichtungen gebaut.

## Verlauf
Die M-1 verläuft von Peschawar über eine Strecke von 175 km in östliche und südöstliche Richtung und mündet in ein Autobahnkreuz mit der M-2; von dort besteht Anschluss nach Islamabad.
Die folgenden Großstädte liegen an der Autobahn M-1:
- Peschawar
- Charsadda
- Rashakai
- Khunda
- Wah
- Tarnol
- Islamabad

## Einrichtungen
Es ist geplant, zehn Tankstellen auf der M-1 zu bauen, davon je fünf in beiden Fahrtrichtungen. Je drei von ihnen sollen an den Brücken über die Flüsse Kabul, Indus und Bara auf beiden Seiten liegen. An beiden Enden der Autobahn sind bereits zwei Tankstellen in Betrieb.

### Maut
Die Autobahn ist mautpflichtig in einem geschlossenen Mautsystem mit Karten. Es gibt eine Mautstation an der Autobahn in der Nähe von Peschawar. Weitere Mautstationen sind in den Anschlussstellen integriert. Die Maut für die M-1 wird auf der M-2 bis Islamabad weitergeführt, es gibt keine Mautstation am Ende der M-1 in Islamabad.
Die Maut für die gesamte Strecke beträgt 85 PKR (Stand April 2010).